# Stroomlijnpostrijtuig
Voor postvervoer in Nederlandse treinstellen werden in de jaren dertig, veertig en vijftig de stroomlijnpostrijtuigen, type Pec, gebouwd. Deze postrijtuigen waren bedoeld om gekoppeld te worden met treinstellen, en waren dan ook uitgerust met automatische koppelingen. Zij waren eigendom van het staatsbedrijf PTT, maar reden mee in de treinen van de NS, die ook zorg droeg voor het onderhoud.
Deze postrijtuigen konden gekoppeld worden met het stroomlijnmaterieel gebouwd vanaf de jaren dertig tot en met de treinstellen Plan U uit de jaren zestig. De postrijtuigen werden in een donkergroene kleurstelling met rode biezen gelijk aan het stroomlijnmaterieel afgeleverd. In de jaren zestig werd de kleurstelling gewijzigd in grasgroen met zandgele biezen, waarin ook het elektrische stroomlijnmaterieel was verschenen. De postrijtuigen werden buiten dienst gesteld tussen 1966 en 1979. Een exemplaar is bewaard gebleven in de collectie van het Spoorwegmuseum.

## Serie Pec 8501-8506 (901-906)
De eerste stroomlijnpostrijtuigen werden in 1938 in dienst gesteld als Pec 8501-8506. Omdat deze postrijtuigen zowel met het elektrische materieel '35 en '36 (met Multi-Serve Scharfenbergkoppeling) als het dieselelektrische materieel '34 (met Schaku-Unirop Scharfenbergkoppeling) gekoppeld moesten kunnen worden, waren ze voorzien van dubbele koppelingen. De voor het koppelen met het dieselelektrische materieel benodigde koppeling bestond uit een voorzetstuk dat vóór de Scharfenbergkoppeling van het postrijtuig werd geplaatst. Voor het koppelen met het elektrische materieel werd dit tussenstuk omhooggeklapt. Hiervoor hadden de neuzen van deze postrijtuigen een indeuking, wat deze postrijtuigen de bijnaam deukneus gaf.
Van deze voorzetkoppeling is weinig gebruikgemaakt, omdat de stroomlijnpostrijtuigen uitsluitend in de elektrische treindienst waren ingedeeld.
Nadat het dieselelektrische materieel '34 van universele Multi-Serve-koppelingen was voorzien, kon de opklapkoppeling vervallen. De deuk in de neus bleef echter behouden.
Tijdens de Tweede Wereldoorlog werden de Pec 8501-8503 en Pec 8506 naar Duitsland of Polen weggevoerd. Na de oorlog kwamen ze alle weer terug. Alle zes postrijtuigen kwamen na herstel van schade in 1945 en 1946 weer in dienst. In 1950 werden de postrijtuigen vernummerd in de serie Pec 901-906. In de jaren 1960 werd de benaming gewijzigd van Pec in Pe, omdat het onderscheid tussen materieel met en zonder toiletinrichting (door middel van de c van closet) niet meer nodig was. De Pe 905 werd in 1966 als eerste afgevoerd. De overige vijf werden in 1972 vernummerd in Pe 1901-1904 en Pec 1906 om nummerdoublures met het nieuwe materieel '64 te voorkomen. De Pe 1903 werd in 1976 afgevoerd, de overige vier bleven tot 1979 in dienst.
De Pe 1902 werd bewaard door de STIBANS en opgenomen in de collectie van het Spoorwegmuseum. In 2006 werd dit postrijtuig gerestaureerd in de vooroorlogse uitvoering als Pec 8502.

## Serie Pec 8507-8521 (907-918)
Met de uitbreiding van het stroomlijnmaterieel met het elektrische materieel '40 en de dieselelektrische dieselvijven was er ook een uitbreiding van de postrijtuigen nodig om de post in de stroomlijntreinen te kunnen vervoeren. In 1940 en 1941 werden de stroomlijnpostrijtuigen Pec 8507-8521 in dienst gesteld. Omdat het dieselelektrische materieel '34 inmiddels ook van een Multi-Serve Scharfenbergkoppeling was voorzien en het nieuwe materieel ook deze koppeling kreeg, kon de voorzetkoppeling en de daarvoor benodigde indeuking vervallen. Om meer ruimte voor het sorteren van de post te kunnen bieden waren deze postrijtuigen een meter langer dan de eerste serie.
Tijdens de Tweede Wereldoorlog werden de Pec 8507, Pec 8510-8516 en Pec 8518-8520 naar Duitsland of Polen weggevoerd. Op de Pec 8511, Pec 8512 en Pec 8514 na kwamen ze tussen 1945 en 1948 weer terug. De Pec 8507 was dermate beschadigd dat hij werd afgevoerd. De overige kwamen na herstel van schade weer in dienst. In 1950 werden deze postrijtuigen vernummerd in Pec 907-917, waarbij de Pec 8518-8521 de gaten in de nummering door de afgevoerde en vermiste postrijtuigen opvulden. In 1951 keerde het vermiste postrijtuig Pec 8511 alsnog uit Polen terug naar Nederland en kreeg na het herstel van schade het nummer Pec 918. In de jaren 1960 werd de benaming gewijzigd van Pec in Pe. In 1966 werden de Pe 909-910 en Pe 916-917 afgevoerd. De rest werd in 1972 vernummerd in Pe 1907-1918. Tussen 1975 en 1979 werden deze postrijtuigen afgevoerd.

## Serie Dec 8501-8502 / Pec 8551-8552 (951-952)
In 1948 werden twee stroomlijnbagagerijtuigen Dec 8501-8502 voor het vervoer van fietsen in dienst gesteld. Elk rijtuig bood plaats aan 140 fietsen. Het fietsvervoer voldeed niet aan de verwachtingen en reeds in 1949 werden deze bagagerijtuigen verbouwd tot postrijtuigen Pec 8551-8552 en in 1950 vernummerd in Pec 951-952. Van de vier roldeuren aan weerszijden werden er drie vervangen door dubbele schuifdeuren. De vierde werd vervangen door een zijwand met ramen, waar binnen de sorteerafdeling werd gesitueerd. In vergelijking met de postrijtuigen Pec 8507-8521 waren deze rijtuigen weer een meter langer. Door een andere indeling was de sorteerafdeling van deze postrijtuigen kleiner dan de andere series. Mogelijk hierdoor waren deze postrijtuigen minder geliefd bij het personeel van de posterij. In de jaren 1960 werd de benaming gewijzigd van Pec in Pe. In 1972 werden beide postrijtuigen afgevoerd.

## Serie Pec 922-936
In 1950 werd nog een serie van vijftien postrijtuigen in dienst gesteld, die grotendeels met de Pec 8507-8521 overeenkwamen. Deze kregen direct de nieuwe nummers Pec 922-936. In de jaren 1960 werd de benaming gewijzigd van Pec in Pe. In 1968 en 1972 werden respectievelijk de Pe 925 en Pe 929 afgevoerd. De rest werd in 1972 vernummerd in Pe 1922-1936. Tussen 1975 en 1979 werden deze postrijtuigen afgevoerd.

## Overzicht
| Fabrikant           | Aflevering | Nummers vanaf 1938 | Nummers vanaf 1949 | Nummers vanaf 1950                 | Nummers vanaf circa 1960       | Nummers vanaf 1972                       | Afvoer    | Bijzonderheden |
| ------------------- | ---------- | ------------------ | ------------------ | ---------------------------------- | ------------------------------ | ---------------------------------------- | --------- | --- |
| Werkspoor Zuilen    | 1938       | Pec 8501-8503      |                    | Pec 901-903                        | Pe 901-903                     | Pe 1901-1903                             | 1976-1979 | Pe 1902 (Pec 8502) is bewaard door de STIBANS en opgenomen in de collectie van het Spoorwegmuseum. |
| Beijnes Haarlem     | 1938       | Pec 8504-8506      |                    | Pec 904-906                        | Pe 904-906                     | Pe 1904, Pe 1906                         | 1966-1979 | |
| Werkspoor Zuilen    | 1940       | Pec 8507-8512      |                    | Pec 908-910, Pec 918               | Pe 908-910, Pe 918             | Pe 1908, Pe 1918                         | 1948-1976 | Pec 8507 in 1948 afgevoerd wegens oorlogsschade. Pec 8511 in 1949 als vermist opgegeven, in 1951 alsnog teruggekeerd en hersteld van oorlogsschade als Pec 918. Pec 8512 in 1949 als vermist opgegeven. |
| Beijnes Haarlem     | 1940       | Pec 8513-8517      |                    | Pec 913, Pec 915-917               | Pe 913, Pe 915-917             | Pe 1913, Pe 1915                         | 1966-1978 | Pec 8514 in 1949 als vermist opgegeven. |
| Allan Hillegersberg | 1941       | Pec 8518-8521      |                    | Pec 914, Pec 912, Pec 911, Pec 907 | Pe 914, Pe 912, Pe 911, Pe 907 | Pe 1914, Pe 1912, Pe 1911, Pe 1907       | 1975-1979 | In 1950 vernummerd om gaten in de nummering door afgevoerde postrijtuigen op te vullen. |
| Allan Hillegersberg | 1948       | Dec 8501-8502      | Pec 8551-8552      | Pec 951-952                        | Pe 951-952                     |                                          | 1972      | In 1948 dienst gesteld als bagagerijtuigen voor fietsvervoer, in 1949 verbouwd tot postrijtuigen. |
| Allan Hillegersberg | 1950       |                    |                    | Pec 922-936                        | Pe 922-936                     | Pe 1922-1924, Pe 1926-1928, Pe 1930-1936 | 1968-1979 | |

## Trivia
- Na afloop van de Tweede Wereldoorlog werden de stroomlijnpostrijtuigen voornamelijk ingezet om extra staanplaatsen aan te bieden in de drukke treinen. Zo werden in 1947 nog standaard vier rijtuigen ingezet tussen Amsterdam en Dordrecht, naast drie rijtuigen op het Middennet.[2]